# Jan Szybowicz
Jan Szybowicz (ur. 12 grudnia 1893 w Brzostku, zm. 1 września 1975) – żołnierz, rolnik, kupiec, kawaler Orderu Virtuti Militari.

## Życiorys
Urodził się 12 grudnia 1893 w Brzostku, znajdującym się wówczas w powiecie jasielskim Królestwa Galicji i Lodomerii, w rodzinie Leona i Weroniki z domu Piotrowskiej. Uczęszczał do szkoły powszechnej, a po jej ukończeniu pomagał rodzicom w pracy w gospodarstwie, członek Związku Strzeleckiego.
4 sierpnia 1914 został wcielony do 9 kompanii dowodzonej przez porucznika Alojzego Wira-Konasa. Po reorganizacji przydzielono go do 3 kompanii V baonu I Brygady Legionów Polskich, w której służył do 26 lutego 1917. 21 marca 1916 otrzymał stopień starszego strzelca.
Brał udział w wyprawie kieleckiej, walczył pod Nowym Korczynem i Opatowcem, pod Laskami, pod Brzechowem, pod Krzywopłotami, nad Nidą, pod Konarami i Kujawami, pod Ożarowem, Tarłowem i Józefowem, pod Wyżnianką, Urzędowem, Ratajczykiem i Jastkowem i pod Samoklęskami. 8 sierpnia 1915, w bitwie pod Kamionką został trafiony z karabinu maszynowego w prawą nogę. Po powrocie do wojska uczestniczył w walkach na Wołyniu; na „Reducie Piłsudskiego”, 5 lipca 1916 pod Polską Górką został ranny w lewą rękę od wybuchu granatu. 26 lutego 1917 został zwolniony ze służby wojskowej jako 50-procentowy inwalida. 17 maja 1922 został odznaczony orderem wojskowym „Virtuti Militari" V klasy. Po wojnie pracował jako rolnik i oglądacz bydła, a od 1 kwietnia 1938 prowadził w Brzostku hurtownię tytoniową.
Był żonaty i miał sześcioro dzieci.
Zmarł 1 września 1975, spoczywa na cmentarzu parafialnym w Brzostku.

## Ordery i odznaczenia
- Krzyż Srebrny Orderu Wojskowego Virtuti Militari[6] nr 5934 – 17 maja 1922[5][1]
- Krzyż Niepodległości[6][1]
- Odznaka „Za wierną służbę”[6]
- Srebrny Medal Legionów II klasy[6]